# وادی بمبوریت
وادی بمبوریت (به انگلیسی: Bumburet) یک منطقهٔ مسکونی در پاکستان است که در خیبر پختونخوا واقع شده‌است. وادی بمبوریت ۱٬۱۰۰ متر بالاتر از سطح دریا واقع شده‌است.